# Обајон (Тенеси)
Обајон (енгл. Obion) град је у америчкој савезној држави Тенеси.

## Демографија
По попису из 2010. године број становника је 1.119, што је 15 (-1,3%) становника мање него 2000. године.
| Група             | 2000.         | 2010.         |
| Белци             | 1.052 (92,8%) | 1.025 (91,6%) |
| Афроамериканци    | 64 (5,6%)     | 55 (4,9%)     |
| Азијати           | 1 (0,1%)      | 1 (0,1%)      |
| Хиспаноамериканци | 5 (0,4%)      | 27 (2,4%)     |
| Укупно            | 1.134         | 1.119         |